# 栃木野竹三郎
栃木野 竹三郎（とちぎの たけさぶろう、1923年3月10日 -没年不明 ）は、出羽海部屋に所属した元力士。本名は岩井 竹三郎（いわい たけさぶろう）。現在の栃木県鹿沼市出身。175cm、84kg。最高位は東十両7枚目。得意技は突っ張り、左四つ。

## 経歴
1940年5月場所に初土俵。1947年11月場所に十両昇進し、連続して3場所務めたが勝ち越すことはできず、1949年1月場所に25歳で廃業した。激しい突っ張りで攻め立てる闘志に満ちた取り口が身上であったが、左四つでも相撲が取れた。

## 主な成績
- 通算成績：50勝43敗12休 勝率.538
- 十両成績：11勝22敗 勝率.333
- 現役在位：14場所
- 十両在位：3場所

### 場所別成績
| 1940年 （昭和15年） | x                       | （前相撲）         | x                |
| 1941年 （昭和16年） | （前相撲）              | 西序ノ口20枚目 5–3 | x                |
| 1942年 （昭和17年） | 西序二段41枚目 5–3      | 東三段目47枚目 6–2 | x                |
| 1943年 （昭和18年） | 東三段目15枚目 3–5      | 西三段目20枚目 6–2 | x                |
| 1944年 （昭和19年） | 東幕下40枚目 5–3        | x                  | x                |
| 1945年 （昭和20年） | x                       | x                  | x                |
| 1946年 （昭和21年） | x                       | x                  | 東幕下 5–2       |
| 1947年 （昭和22年） | x                       | 東幕下3枚目 4–1    | 東十両7枚目 4–7  |
| 1948年 （昭和23年） | x                       | 東十両9枚目 3–8    | 西十両15枚目 4–7 |
| 1949年 （昭和24年） | 東幕下3枚目 引退 0–0–12 | x                  | x                |
| 各欄の数字は、「勝ち-負け-休場」を示す。 優勝 引退 休場 十両 幕下 三賞：敢=敢闘賞、殊=殊勲賞、技=技能賞 その他：★=金星 番付階級：幕内 - 十両 - 幕下 - 三段目 - 序二段 - 序ノ口 幕内序列：横綱 - 大関 - 関脇 - 小結 - 前頭（「#数字」は各位内の序列） |                         |                    |                  |

## 改名歴
- 岩井 竹三郎（いわい たけさぶろう）1940年5月場所 - 1946年11月場所
- 栃木野 竹三郎（とちぎの たけさぶろう）1947年6月場所 - 1949年1月場所